# Jupoata
Jupoata is een kevergeslacht uit de familie van de boktorren (Cerambycidae). De wetenschappelijke naam van het geslacht werd voor het eerst geldig gepubliceerd in 2002 door Martins & Monné.

## Soorten
Jupoata omvat de volgende soorten:
- Jupoata brenesi Esteban-Durán & Martins, 2012
- Jupoata costalimai Zajciw, 1966
- Jupoata divaricata Martins & Galileo, 2011
- Jupoata garbei (Melzer, 1922)
- Jupoata germana Martins, Galileo & Limeira-de-Oliveira, 2011
- Jupoata gigas Martins & Monné, 2002
- Jupoata paraensis Martins & Monné, 2002
- Jupoata peruviana Tippmann, 1960
- Jupoata robusta Martins & Monné, 2002
- Jupoata rufipennis (Gory, 1831)
- Jupoata spinosa Martins & Galileo, 2008